# Euxoa cursoria
Euxoa cursoria, auch Veränderliche Dünen-Erdeule oder Braunbestäubte Erdeule genannt, ist ein Schmetterling (Nachtfalter) aus der Familie der Eulenfalter (Noctuidae).

## Merkmale
Die Flügelspannweite der Falter beträgt 31 bis 40 Millimeter. Die Färbung der Vorderflügel variiert in verschiedenen Brauntönen, von gelbbraun über sandfarben bis zu dunkelbraun. Ring- und Nierenmakel sind hellbraun, weißlich umrandet, deutlich hervorgehoben und zeigen in der Mitte eine dunkelbraun ausgefüllte Diskoidalzelle. Das Saumfeld ist meist aufgehellt, die Querlinien sind gezähnt. Bei dunkleren Exemplaren ist die Zeichnung gelegentlich weniger deutlich ausgeprägt und leicht verwischt. Die Hinterflügel haben eine weißgraue bis graubraune Farbe.
Das rötliche Ei ist klein, annähernd kugelig und nur an der Unterseite leicht abgeflacht. Die Oberfläche ist fein gerippt und weist ein netzartiges Muster auf. Die Raupen haben eine graubraune bis grünliche Farbe. Sie besitzen zwei feine Rückenlinien, helle Seitenstreifen und dunkle Punktwarzen. Der Kopf und der Halsschild sind gelbbraun und glänzend. Die hellrote Puppe besitzt eine glänzende Oberfläche.

### Ähnliche Arten
Die helleren Formen von Euxoa cursoria sind kaum zu verwechseln, hingegen ähneln die dunkleren Individuen einigen anderen Arten, beispielsweise Euxoa ochrogaster ssp. rossica, Euxoa nigricans, Spaelotis ravida und anderen. Bei allen diesen sind die Makel jedoch meist weniger klar eingefasst.

## Geographische Verbreitung und Lebensraum
Die Art kommt in Nordeuropa einschließlich der Britischen Inseln überwiegend in Küstengebieten vor. Außerdem ist sie in Nordwestrussland, Sibirien, Afghanistan, der Mongolei und Tibet anzutreffen. Unter Einbeziehung von wirima Hardwick, 1965 als Unterart, hat Euxoa cursoria eine holarktische Verbreitung. Sie bevorzugt sandiges Grasland und Strandgebiete.

## Lebensweise
Euxoa cursoria bildet eine Generation pro Jahr. Die nachtaktiven Falter fliegen zwischen Anfang Juli bis Mitte September. Sie kommen an künstliche Lichtquellen und besuchen auch den Köder. Die Raupen ernähren sich hauptsächlich von den Wurzeln und unteren Blättern verschiedener krautiger Pflanzen und Gräser. Sie überwintern und verpuppen sich im Juni des folgenden Jahres. Die Art tritt gelegentlich als Schädling an Spargel (Asparagus) auf.

## Gefährdung
Euxoa cursoria kommt in Deutschland in den nördlichen Bundesländern vor, ist dort meist selten und deshalb auf der Roten Liste gefährdeter Arten in Kategorie 2 (stark gefährdet) eingestuft.

## Systematik
Die Gattung Euxoa wird von Fibiger (1990) in vier Untergattungen aufgegliedert. Er stellt die Art in die Nominatuntergattung Euxoa (Euxoa) Hübner, 1821. In einer Korrektur zum ersten Band der Noctuidae Europaea stellt er die z. T. als eigenständige Art betrachtete Euxoa virima Hardwick, 1965 als Unterart zu Euxoa cursoria.